# 2010-es évek
Évszázadok: 20. század · 21. század · 22. század
Évtizedek: 1960-as évek · 1970-es évek · 1980-as évek · 1990-es évek · 2000-es évek · 2010-es évek · 2020-as évek · 2030-as évek · 2040-es évek · 2050-es évek · 2060-as évek
Évek: 2010 · 2011 · 2012 · 2013 · 2014 · 2015 · 2016 · 2017 · 2018 · 2019

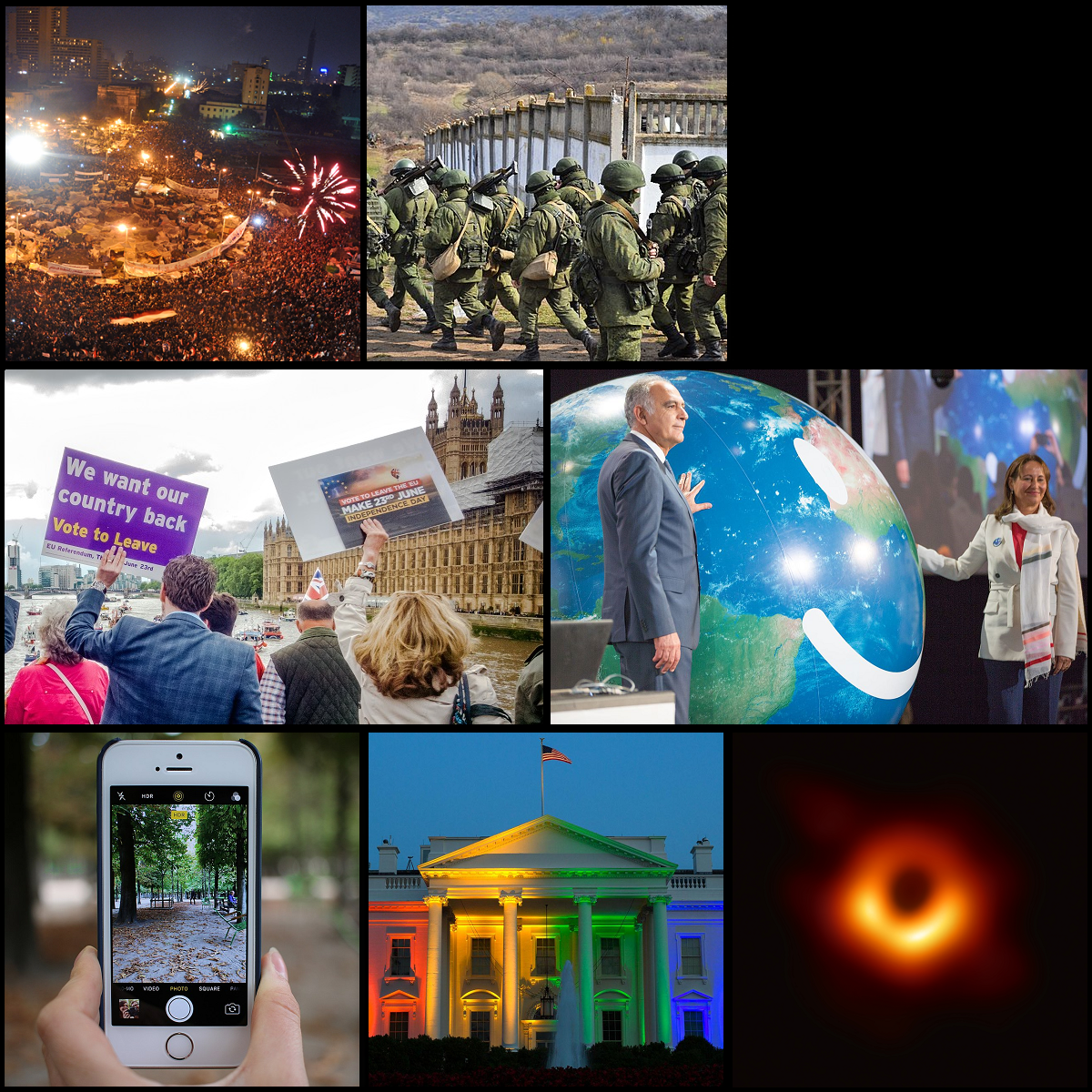
A 2010-es évek jelképeinek montázsa

- 2010.: Labdarúgó-világbajnokság a Dél-afrikai Köztársaságban
- 2012.: A XXX. nyári olimpia Londonban
- 2014.: Az Európai Űrügynökség (ESA) fellőtte a Bob nevű műholdat a földi környezetkárosító tevékenységek megfigyelésére.
- 2016.: Rio de Janeiro megrendezi a XXXI. nyári olimpiát.
- 2017.: Budapesten megrendezik a felnőtt úszó-világbajnokságot.
- 2019.: Budapesten megrendezik a junior úszó-világbajnokságot.

## Események és irányzatok
Az évtized a nagy recesszió utáni gazdasági fellendüléssel kezdődött. Az infláció és a kamatlábak alacsonyak és stabilak maradtak az évtized során, a bruttó világtermék 2010 és 2019 között nőtt. A globális gazdasági fellendülés az évtized második felében felgyorsult, amit számos országban erős gazdasági növekedés, a robusztus fogyasztói kiadások, az infrastrukturális beruházások növekedése és az új technológiák megjelenése táplált. A fellendülés azonban egyenetlenül alakult. Egyes országokban – különösen az arab világban – társadalmi-gazdasági válságok politikai forradalmakat indítottak el Tunéziában, Egyiptomban és Bahreinben, valamint polgárháborúkat Líbiában, Szíriában és Jemenben egy regionális jelenségben, amelyet általában arab tavaszként emlegettek. Eközben Európának egy adósságválsággal kellett megküzdenie, amely az évtized elején súlyosbodott. A változó társadalmi attitűdöknek köszönhetően az LMBT-jogok jelentős előrelépést értek el az évtized során, különösen a fejlett országokban.
Az évtizedben a dance-pop, az elektronikus tánczene, a hipszterkultúra és az elektropop zenei és kulturális dominanciája uralkodott. A globalizáció és a változatosság és a személyre szabás iránti megnövekedett igény a zenei streaming szolgáltatások, mint például a Spotify, a SoundCloud és az Apple Music, számos zenei alműfajt hozott létre. Az évtized előrehaladtával a sokszínűség a K-pop, a latin zene és a trap mainstream sikerével is megmutatkozott. A szuperhősfilmek a kasszasikerré váltak, a Bosszúállók: Végjáték minden idők legnagyobb bevételt hozó filmje lett.[1. megjegyzés] A kábelszolgáltatóknál csökkent az előfizetők száma, mivel a kábeltévé-előfizetők az olcsóbb online streaming szolgáltatásokra, például a Netflixre, az Amazon Prime-ra, a Hulura és a Disney+-ra váltottak. A videojáték-ipart továbbra is a Nintendo, a Sony és a Microsoft uralta; míg az indie játékok népszerűbbek lettek, a Minecraft pedig minden idők legkelendőbb játéka lett. A kézi konzolos játékbevételeket 2011-ben megelőzték a mobiljátékokból származó bevételek. Az évtized legkelendőbb könyve A szürke ötven árnyalata volt. Drake-et a Billboard az évtized legjobb zenei előadójának nevezte az Egyesült Államokban.
Az Egyesült Államok továbbra is megtartotta szuperhatalmi státuszát, miközben Kína gazdasági kezdeményezései és katonai reformjai révén igyekezett kiterjeszteni befolyását a Dél-kínai-tengeren és Afrikában. Megszilárdította feltörekvő szuperhatalomként betöltött pozícióját, annak ellenére, hogy határain számos konfliktust okozott. Határain belül Kína fokozta Hongkong, Hszincsiang és Tibet elnyomását és ellenőrzését. Ezek a fejlemények arra késztették az Egyesült Államokat, hogy megfékezési politikát vezessen be, és kereskedelmi háborút indítson Kína ellen. Ázsia más részein a Koreai-félsziget javította kapcsolatait a két ország közötti elhúzódó válság után, és a terror elleni háború az Egyesült Államok folyamatos katonai szerepvállalásának részeként folytatódott a világ számos részén. Az Iraki Iszlám Állam és a Levantei szélsőséges szervezet 2014-es felemelkedése eltörölte a szíriai-iraki határt, ami többnemzetiségű beavatkozást eredményezett ellene. Afrikában Dél-Szudán elszakadt Szudántól, és tömegtüntetések és különféle puccsok vezettek a régóta erős emberek megbuktatásához. Az Egyesült Államokban Donald Trump híres üzletembert választották elnöknek a populizmus és a neonacionalizmus nemzetközi hulláma közepette. Az Európai Unió az évtized közepén migrációs válsággal nézett szembe, és az Egyesült Királyság kilépett az EU-tagságról szóló történelmi népszavazást követően. Oroszország megpróbált érvényesülni a nemzetközi ügyekben, 2014-ben annektálva a Krím-félszigetet. Az évtized utolsó hónapjaiban a kínai Vuhanban jelentek meg a SARS-Cov2 koronavírus-járvány első esetei, mielőtt a világ többi részére is hatással lett volna.
Az információs technológia fejlődött, az okostelefonok elterjedtek, és sok felhasználó számára egyre inkább kiszorították az asztali számítógépeket. Az internet-lefedettség a világ népességének 29%-áról 54%-ára nőtt, és a vezeték nélküli hálózati eszközök, a mobiltelefonok és a felhőalapú számítástechnika is fejlődött. Az adatfeldolgozás fejlődése és a 4G szélessávú internet elterjedése lehetővé tette az adatok, metaadatok és információk gyűjtését és terjesztését a domainek között olyan ütemben, mint korábban nem látott mértékben, miközben az olyan online források, mint a közösségi média, olyan jelenségeket tettek lehetővé, mint a Me Too mozgalom, a slacktivizmus térnyerése és az online lemondási kultúra. A WikiLeaks nemzetközi figyelmet kapott a Guantánamói-öböllel, Szíriával, az afgán és iraki háborúkkal, valamint az Egyesült Államok diplomáciájával kapcsolatos témákban közzétett minősített információkkal. Edward Snowden leleplezte a globális megfigyelést, felhívva a figyelmet a kormányok és a magánszervezetek szerepére a globális megfigyelésben és az információvédelemben. A Baidu (4.), a Twitter (6.) és az Instagram (8.) a 10 leglátogatottabb weboldal közé került, míg a Wikipédia a 9. helyről az 5. legnépszerűbb weboldalra ugrott, majdnem meghatszorozva a havi látogatások számát. A Yahoo népszerűsége jelentősen csökkent, az 1. helyről a 9. legnépszerűbb oldalra csúszott vissza, a havi látogatások száma kétharmadával csökkent. A Google, a Facebook, a YouTube és a Yandex viszonylag állandó népszerűséget tartott fenn, és az évtized során végig a top 10-ben maradt.

A globális felmelegedés egyre inkább észrevehetővé vált a különböző események során elért új hőmérsékleti rekordok és a minden kontinensen tapasztalt szélsőséges időjárási események révén. A CO2-koncentráció az évtized során 390-ről 410 PPM-re emelkedett. Ugyanakkor a szennyezés és az éghajlatváltozás elleni küzdelem továbbra is kiemelt aggodalomra adott okot, mivel a tüntetések, kezdeményezések és jogszabályok jelentős médiafigyelmet kaptak. A Párizsi Megállapodást 2015-ben fogadták el, és megalakult a globális klímavédelmi ifjúsági mozgalom. A nagyobb természeti katasztrófák közé tartozott a 2010-es haiti földrengés, a 2011-es tóhokui földrengés és cunami, a 2015-ös nepáli földrengés, a 2018-as Sulawesi-i földrengés és cunami, a pusztító Bopha (Pablo), Haiyan (Yolanda) és Maria trópusi ciklonok, valamint a 2019-es európai hőhullámok.
Az „Arab tavasz”
Az évtized során a világ népessége 6,9 milliárdról 7,7 milliárdra nőtt. Az évtized során körülbelül 1,4 milliárd születés (évente 140 millió) és körülbelül 560 millió haláleset (évente 56 millió) történt.
Az arab tavasz kormányellenes tüntetések, felkelések és fegyveres lázadások sorozata volt, amely a 2010-es évek elején az iszlám világ nagy részén elterjedt. Az elnyomó rezsimekre és az alacsony életszínvonalra adott válaszként kezdődött, kezdve a tunéziai tüntetésekkel. A közösségi médiát a forradalom gyors világméretű terjedésének mozgatórugójaként kiáltották ki, mivel új tüntetések jelentek meg a más országokban megosztott sikertörténetekre válaszul. Számos kormány felismerte a közösségi média fontosságát a polgárok szervezkedése szempontjából, és elkezdte bezárni bizonyos weboldalakat, vagy teljesen blokkolni az internetszolgáltatást, különösen a nagyobb tüntetések előtt. A kormányok az online fórumokon folytatott beszélgetéseket is vizsgálták vagy elnyomták azáltal, hogy a tartalomkészítőket nem kapcsolódó bűncselekményekkel vádolták, vagy leállították a kommunikációt bizonyos oldalakon vagy csoportokban, például a Facebookon.
Nukleáris fegyverek elterjedése
P5+1 és iráni tárgyalók találkoznak Genfben az iráni nukleáris programról szóló ideiglenes megállapodás megkötése érdekében (2013)
2010. április 8-án az Egyesült Államok és Oroszország szerződést írt alá Prágában, Csehországban, amelyben megállapodtak abban, hogy a nukleáris fegyvereik készleteit a felére csökkentik. A szerződés célja a lejáró Stratégiai Offenzíva Csökkentési Szerződés (SORT) felváltása volt. A szerződés 2011. február 5-én lépett hatályba, miután mindkét ország ratifikálta. 2015-ben Irán és más világhatalmak megállapodtak abban, hogy a szankciók enyhítését kifejezett korlátozásokért cserébe felváltják Irán vitatott nukleáris programjára, beleértve a nukleáris létesítmények Nemzetközi Atomenergia-ügynökség (NAÜ) általi ellenőrzésének engedélyezését.[128] 2016. január 16-án a NAÜ megerősítette, hogy Irán betartotta a megállapodást (a JCPOA-t), lehetővé téve az Egyesült Nemzetek Szervezete számára a szankciók azonnali feloldását. 2018. május 8-án azonban Donald Trump, az Egyesült Államok elnöke bejelentette, hogy az Egyesült Államok kilép a megállapodásból.
2017. július 7-én az Egyesült Nemzetek Szervezete elfogadta a nukleáris fegyverek tilalmáról szóló szerződést, az első jogilag kötelező érvényű nemzetközi megállapodást, amely átfogóan tiltja a nukleáris fegyvereket, azzal a céllal, hogy azok teljes felszámolásához vezessen.A szerződést 58 ország írta alá.[134]
Az évtized során Észak-Korea bővítette nukleáris képességeit, állítólagos nukleáris kísérleteket hajtott végre 2013-ban és 2016-ban, amire a kormányok nemzetközi szankciókkal válaszoltak az országgal szemben. Válaszul Észak-Korea megelőző nukleáris csapásokkal fenyegette meg az Egyesült Államokat, Dél-Koreát és Japánt. 2018-ban azonban Észak-Korea azt sugallta, hogy az Egyesült Államokkal folytatott tárgyalások után lefegyverezheti nukleáris arzenálját.
2019. február 1-jén az Egyesült Államok hivatalosan felfüggesztette az orosz-amerikai közepes hatótávolságú nukleáris erőkről szóló szerződést (INF),és Oroszország is ugyanezt tette válaszul a következő napon. Az Egyesült Államok hivatalosan kilépett a szerződésből 2019. augusztus 2-án.
Az Egyesült Államok megkezdte nukleáris fegyverarzenáljának felújítását.
Nemzetközi kapcsolatok
A BRICS, egy nemzetek feletti gazdasági szövetkezet, amely öt nagy feltörekvő nemzetgazdaságot – Brazíliát, Oroszországot, Indiát, Kínát és Dél-Afrikát – foglal magában, 2015-re több mint 3,1 milliárd emberre, azaz a világ népességének körülbelül 41 százalékára nőtt.
Kínát a 2010-es évek elején egyre inkább szuperhatalomnak nevezték, többek között Hu Csin-tao elnök és Barack Obama, az Egyesült Államok elnöke közötti 2011-es találkozón is. Az évtized végére Kína megelőzte az Egyesült Államokat a világ legnagyobb kereskedő nemzeteként és a legtöbb szabadalmat benyújtó országként, drámaian kibővítette hadseregét, és a Holdon landolta Yutu holdjáróját, ezzel véget vetve a holdkutatás négy évtizedes szünetének. 2018-ban a globális katonai kiadások elérték az 1988 óta a legmagasabb szintet, a hidegháború végi szintet, amit nagyrészt az Egyesült Államok (4,6%-os növekedés 649 milliárd dollárra) és Kína (5%-os növekedés 250 milliárd dollárra) megnövekedett védelmi kiadásai tápláltak. Költségvetésük együttesen a világ teljes katonai kiadásainak felét tette ki.[186] 2019-ben a Lowy Institute Asia Power Index, amely nyolc index alapján méri az indiai-csendes-óceáni térség hatalmi előrejelzéseit, az Egyesült Államokat az első helyre rangsorolta 84,5 ponttal, Kínát pedig a második helyre 75,9 ponttal.
Az Egyesült Államokkal és Kínával együtt Oroszország Vlagyimir Putyin elnöksége alatt folyamatosan növelte védelmi kiadásait, és az évtized során folytatta hadseregének modernizálását. Ez magában foglalta a T-14 Armata harckocsi és az ötödik generációs Szu-57 sugárhajtású vadászgép kifejlesztését. Oroszország a hatalmi előrejelzési képességeit a Krím 2014-es annektálása, a kelet-ukrajnai beavatkozások és a szíriai polgárháború során is gyakorolta. Oroszország információs hadviselés kampányokat is folytatott geopolitikai ellenségei ellen, beavatkozva a 2016-os amerikai választásokba az amerikai politikai pártvezetés e-mailjeinek feltörésével és kiszivárogtatásával, valamint az Internet Research Agency-n keresztül terjesztett dezinformációkkal. További állítólagos orosz hírszerzési műveletek közé tartozott a 2016-os montenegrói puccskísérlet és a 2018-as Szkripal-mérgezések, amelyeket egyesek a GRU 29155-ös egységének tulajdonítottak. Ezeket a tevékenységeket – és a nyugati vezetésű erőfeszítéseket az ellenük való küzdelemben – együttesen a második hidegháború kezdetének tekintik.
Az Európai Unió számos válságon ment keresztül. Az európai adósságválság súlyos gazdasági problémákat okozott több euroövezeti tagállamnak, nevezetesen Görögországnak. A 2015-ös migrációs válság miatt rövid idő alatt több millió ember lépett be illegálisan az EU-ba. Jelentősen megnőtt több euroszkeptikus párt szavazati aránya, köztük az olasz Liga, az Alternatíva Németországért és a finn Finnek Pártja. Egy népszavazás eredményeként az Egyesült Királyság lett az első tagállam az EU történetében, amely kilépett az Unióból.
Nyugati polarizáció
A társadalmi-politikai polarizáció fokozódott, mivel a konzervatívok és a szociálliberálisok összecsaptak a kormány szerepe és mérete, valamint más társadalmi, gazdasági és környezeti kérdések miatt Nyugaton. Az Egyesült Államokban a közvélemény-kutatások megosztott választókat mutattak az egészségügyi reform, a bevándorlás, a fegyvertartási jogok, az adózás, a munkahelyteremtés és az adósságcsökkentés tekintetében.[188] Európában olyan mozgalmak alakultak ki, amelyek az iszlám országokból érkező menekültek és migránsok számának növekedése ellen tiltakoztak, mint például az Angol Védelmi Liga és a Pegida.[189] A nyugati polarizáció trendjét részben befolyásolta az identitáspolitika, mind a baloldali, mind a jobboldali, elterjedtsége az aktivista mozgalmak között.[191] 2011 körül kezdődően a szélsőbaloldali és progresszív koncepciók, mint például a társadalmi és gazdasági egyenlőtlenségek elleni küzdelem, gyakran progresszív taktikák révén, elterjedtek a nyugati világban és másutt.[192] Az évtized közepe körül olyan jelenségek, mint a fehér nacionalizmus, az identitarizmus és a nativizmus felerősödött érzései, jelentősen újra felerősödtek Nyugaton a drasztikusan megnövekedett migráció és az ezzel járó bűnözés, valamint a jobb- és baloldali általános elégedetlenség miatt a nyugati kormányok és a média bizonyos kérdésekre adott válaszaival.Fokozott igény mutatkozott az egalitarizmusra, beleértve a nemek közötti egyenlőséget is,és egyes tudósok azt állítják, hogy a feminizmus negyedik hulláma 2012 körül kezdődött, elsősorban az interszekcionalitásra összpontosítva.
Establishment-ellenes politik

Jair Bolsonaro brazil elnök és Donald Trump, az Egyesült Államok elnöke 2019-ben. Mindketten a neonacionalista és a globalizációtól megfáradt konzervatív populizmus hullámának szimbólumai az évtized második felében.
A populizmus a politikában széles körben elterjedt az évtized során, számos politikus és különféle politikai mozgalom populista érzelmeket fejezett ki és populista retorikát alkalmazott. Ez magában foglalta a konzervatív hullám jelenségét Latin-Amerikában, valamint a neonacionalista hevületet Európában és Észak-Amerikában. A 2019-es európai parlamenti választásokon két évtizede nem látott volt a legmagasabb részvételi arány, és a viszonylag mérsékelt jobbközép és balközép pártok jelentős veszteségeket szenvedtek el a kevésbé mérsékelt szélsőjobboldali, környezetvédő, valamint EU-párti és euroszkeptikus pártokkal szemben, amelyek nyereséget könyvelhettek el. A 2010-es évek populista mozgalmai közé tartozott a Tea Party mozgalom,az Occupy Wall Street, a Brexit, a Black Lives Matter,és az alt-right. A populista országvezetők példái ugyanilyen kiterjedtek voltak, mint például Donald Trump, Narendra Modi,Andrés Manuel López Obrador,Hugo Chávez, Matteo Salvini, Jair Bolsonaro, Rodrigo Duterte, Boris Johnson, Orbán Viktor, Robert Fico, Antonis Samaras és Alexis Tsipras, akiket baloldaliként és jobboldaliként jellemeztek.
A populizmus és a tiltakozási mozgalmak térnyeréséhez és a hagyományos politikai pártok hanyatlása is összefüggött. Európában a populizmus a hagyományos balközép vagy szociáldemokrata pártok szavazati arányának csökkenését írta le. Franciaországban konkrétan Emmanuel Macron La République En Marche! pártja nyert többséget az első választásokon 2017-ben.
A balközép, neoliberális és hagyományos szociáldemokrata pártok gyakran elvesztették szavazati arányukat a szocialista vagy demokratikus szocialista alternatívákkal szemben, különösen Európában. Ez a legteljesebb mértékben Görögországban történt meg, ahol a PASOK-ot a Sziriza váltotta fel, mint a fő baloldali párt. További szélsőbaloldali pártok, amelyek felemelkedtek, a spanyol Podemos és a francia La France Insoumise voltak. Az angol nyelvterület kétpártrendszerében ezek a kihívások főként a baloldali, bevett pártokon belülről származtak, Bernie Sanders a Demokrata Pártban és Jeremy Corbyn a Munkáspártban a baloldalibb politikát szorgalmazta.

A politikai berendezkedést számos országban a tiltakozó mozgalmak is kihívások elé állították, amelyek gyakran új közösségi média platformokon keresztül szerveződtek. Ezek közé tartoztak a különböző arab tavaszi tüntetések, az Occupy mozgalom és a sárga mellényesek mozgalma.
Demokratizálódás és tekintélyelvűség
Hszi Csin-ping 2018-ban lett Kína örökös vezetője.
Az évtized során teljesen vagy részben demokratizálódott országok közé tartozott Angola, amely João Lourenço vezetésével reformálódott;Örményország, amely forradalmon ment keresztül; Ecuador, amely Lenín Moreno vezetésével reformálódott; Etiópia; és Malajzia, ahol a kormánypárt elvesztette a függetlenség óta az első választást.
A hatalomból eltávolított hosszú távú diktátorok között volt Moammer Kadhafi Líbiából (42 év után), Robert Mugabe Zimbabwéből (37 év), Ali Abdullah Száleh Jemenből (33 év),Omar al-Bashir Szudánból (30 év),[221] Hoszni Mubarak Egyiptomból (29 év), és Ben Ali Tunéziából (23 év).
Az arab tél az arab tavasz tüntetéseit követően kialakuló autoritarizmus, abszolút monarchiák és iszlám szélsőségesség újjáéledésére utal, amely az arab országokban zajló tüntetéseket követően bontakozott ki. Az „arab tél” kifejezés a Közel-Keleten és Észak-Afrikában az Arab Liga országaiban zajló eseményekre utal, beleértve a szíriai polgárháborút,az iraki felkelést és az azt követő polgárháborút, az egyiptomi válságot,[229] a líbiai válságot és a jemeni válságot.[230] Az arab télként emlegetett események közé tartoznak azok az egyiptomi események, amelyek Mohamed Murszi eltávolításához és Abdel Fattah esz-Szíszi tábornok hatalomra kerüléséhez vezettek a Muzulmán Testvériség-ellenes kampány során.
Demokratikus visszaesés történt olyan országokban is, mint Magyarország, Venezuela, és Törökország.
2018-ban a kínai Nemzeti Népi Kongresszus jóváhagyott egy alkotmányos változtatást, amely eltörölte a vezetők mandátumkorlátozását, és Hszi Csin-pingnek az „élethosszig tartó vezető” státuszt adta. Hszi a Kínai Kommunista Párt főtitkára (de facto vezető).

## A világ jelentősebb vezetői
- Barack Obama (USA)
- Donald Trump (USA)
- David Cameron (Egyesült Királyság)
- Theresa May (Egyesült Királyság)
- Vlagyimir Putyin (Oroszország)
- Dmitrij Medvegyev (Oroszország)
- Angela Merkel (Németország)
- Emmanuel Macron (Franciaország)
- Nicolas Sarkozy (Franciaország)
- François Hollande (Franciaország)
- Orbán Viktor (Magyarország)
- Silvio Berlusconi (Olaszország)
- Mario Monti  (Olaszország)
- Matteo Renzi (Olaszország)
- José Luis Rodríguez Zapatero (Spanyolország)
- Mariano Rajoy (Spanyolország)
- Recep Tayyip Erdoğan (Törökország)
- Benjámín Netanjáhú (Izrael)
- Mahmud Ahmadinezsád (Irán)
- Hasszán Rohani (Irán)
- Bassár el-Aszad (Szíria)
- Hoszni Mubárak (Egyiptom)
- Muammar al-Gaddafi (Líbia)
- Hugo Chávez (Venezuela)
- Hszi Csin-ping (Kína)
- Pak Kunhje (Dél-Korea)
- Kim Dzsongun (Észak-Korea)

## Természettudományok
- 2016. Várható első plazmaművelet az első pozitív energiamérlegű magfúziós atomreaktorban (ITER)